# Lukoveček (hrádek)
Hrádek bylo výšinné opevněné hradiště na jižním svahu a vrcholu kopce Hrádek (517 m n. m.) v Hostýnsko-vsetínské hornatině v katastrálním území Lukoveček v okrese Zlín, asi dva kilometry severně od obce Přílepy. Zřícenina hradu a archeologická lokalita je kulturní památkou České republiky.

## Historie
Osídlení lokality se předpokládá už v době eneolitu a vznik prvního opevnění lidmi lužických popelnicových polí v době bronzové.
Podle archeologického výzkumu byla lokalita Hrádku osídlena v době bronzové a ve středověku. V roce 1272 získal území Jindřich z Přílep, který jej získal výměnou s biskupem Brunem ze Schauenburku za hrad Nový Šaumburk. Hrad měl být zničen během husitských nebo česko-uherských válek.
Hrádek je mylně uváděn (jako Hrádek u Přílep), že leží v katastrálním území Přílepy u Holešova.

## Popis
Opevněné hradiště se nalézalo na jižním svahu a vrcholu kopce Hrádek. Po středověkém opevněném sídle se dochovaly pozůstatky valu a příkopu. Na vrcholu jsou zřejmé stopy po opevnění. Areál má rozměr 75 × 85 m na půdorysu výseče s useknutým vrchem.